# Fußball-Europameisterschaft der Frauen 2017/Gruppe D
Dieser Artikel umfasst die Spiele der Vorrundengruppe D der Fußball-Europameisterschaft der Frauen 2017 mit allen statistischen Details.
| Pl.                                                                                 | Land       | Sp. | S | U | N | Tore    | Diff. | Punkte |
| ----------------------------------------------------------------------------------- | ---------- | --- | - | - | - | ------- | ----- | ------ |
| 1.                                                                                  | England    | 3   | 3 | 0 | 0 | 010:100 | +9    | 09     |
| 2.                                                                                  | Spanien    | 3   | 1 | 0 | 2 | 002:300 | −1    | 03     |
| 3.                                                                                  | Schottland | 3   | 1 | 0 | 2 | 002:800 | −6    | 03     |
| 4.                                                                                  | Portugal   | 3   | 1 | 0 | 2 | 003:500 | −2    | 03     |
| Anmerkung: Für Platz 2, 3 und 4 ist der direkte Vergleich maßgeblich (siehe Modus). |            |     |   |   |   |         |       |        |

## Spanien – Portugal 2:0 (2:0)
| Spanien                                                     | Spanien | Portugal | Portugal | Aufstellung                        |
| ----------------------------------------------------------- | --- | --- | -------- | ---------------------------------- |
| Spanien                                                     | \| 19. Juli 2017, 18 Uhr in Doetinchem (Stadion De Vijverberg) \| \| Zuschauer: 3.188 \| \| Schiedsrichterin: Pernilla Larsson ( Schweden) \| \| Spielbericht \| | \| 19. Juli 2017, 18 Uhr in Doetinchem (Stadion De Vijverberg) \| \| Zuschauer: 3.188 \| \| Schiedsrichterin: Pernilla Larsson ( Schweden) \| \| Spielbericht \|                                                                                         | Portugal | Aufstellung Spanien gegen Portugal |
| Spanien                                                     | Sandra Paños – Marta Torrejón , Irene Paredes, Andrea Pereira, Leila Ouahabi (89. María Pilar León) – Amanda Sampedro, Silvia Meseguer, Victoria Losada – Mariona Caldentey, Jennifer Hermoso (65. Mari Paz Vilas), Alexia Putellas (80. Bárbara Latorre) Cheftrainer: Jorge Vilda | Patrícia Morais – Ana Borges, Sílvia Rebelo, Carole Costa, Dolores Silva – Vanessa Marques, Tatiana Pinto, Suzane Pires (71. Mélissa Antunes) – Ana Leite (59. Carolina Mendes), Cláudia Neto , Diana Silva (85. Laura Luís) Cheftrainer: Francisco Neto | Portugal | Aufstellung Spanien gegen Portugal |
| Spanien                                                     | 1:0 Victoria Losada (23.) 2:0 Amanda Sampedro (42.) | | Portugal | Aufstellung Spanien gegen Portugal |
| Spanien                                                     | Spieler des Spiels: Amanda Sampedro (Spanien) | | Portugal | Aufstellung Spanien gegen Portugal |
| 19. Juli 2017, 18 Uhr in Doetinchem (Stadion De Vijverberg) | | |          |                                    |
| Zuschauer: 3.188                                            | | |          |                                    |
| Schiedsrichterin: Pernilla Larsson ( Schweden)              | | |          |                                    |
| Spielbericht                                                | | |          |                                    |

## England – Schottland 6:0 (3:0)
| England                                                   | England | Schottland | Schottland | Aufstellung                          |
| --------------------------------------------------------- | --- | --- | ---------- | ------------------------------------ |
| England                                                   | \| 19. Juli 2017, 20:45 Uhr in Utrecht (Stadion Galgenwaard) \| \| Zuschauer: 5.578 \| \| Schiedsrichterin: Esther Staubli ( Schweiz) \| \| Spielbericht \|                                                                                           | \| 19. Juli 2017, 20:45 Uhr in Utrecht (Stadion Galgenwaard) \| \| Zuschauer: 5.578 \| \| Schiedsrichterin: Esther Staubli ( Schweiz) \| \| Spielbericht \|                                                                                                | Schottland | Aufstellung England gegen Schottland |
| England                                                   | Karen Bardsley – Lucy Bronze, Steph Houghton , Millie Bright, Demi Stokes – Jade Moore, Jill Scott – Jordan Nobbs, Fran Kirby (65. Nikita Parris), Ellen White (74. Karen Carney) – Jodie Taylor (59. Toni Duggan) Cheftrainer: Mark Sampson ( Wales) | Gemma Fay – Frankie Brown, Ifeoma Dieke, Vaila Barsley, Chloe Arthur – Rachel Corsie (76. Joanne Love) – Lisa Evans, Leanne Crichton, Caroline Weir, Fiona Brown (46. Lana Clelland) – Jane Ross (63. Erin Cuthbert) Cheftrainer: Anna Signeul ( Schweden) | Schottland | Aufstellung England gegen Schottland |
| England                                                   | 1:0 Jodie Taylor (11.) 2:0 Jodie Taylor (27.) 3:0 Ellen White (32.) 4:0 Jodie Taylor (53.) 5:0 Jordan Nobbs (87.) 6:0 Toni Duggan (90.+4′) | | Schottland | Aufstellung England gegen Schottland |
| England                                                   | Houghton (55.), Scott (62.) | Weir (84.) | Schottland | Aufstellung England gegen Schottland |
| England                                                   | Bis 2022 höchster Sieg bei einer EM-Endrunde, Englands erster Endrundensieg mit mehr als einem Tor Differenz Taylor die erste Spielerin mit drei Toren in einem Spiel seit 1997                                                                       | | Schottland | Aufstellung England gegen Schottland |
| England                                                   | Spieler des Spiels: Jodie Taylor (England) | | Schottland | Aufstellung England gegen Schottland |
| 19. Juli 2017, 20:45 Uhr in Utrecht (Stadion Galgenwaard) | | |            |                                      |
| Zuschauer: 5.578                                          | | |            |                                      |
| Schiedsrichterin: Esther Staubli ( Schweiz)               | | |            |                                      |
| Spielbericht                                              | | |            |                                      |

## Schottland – Portugal 1:2 (0:1)
| Schottland                                                      | Schottland | Portugal | Portugal | Aufstellung                           |
| --------------------------------------------------------------- | --- | --- | -------- | ------------------------------------- |
| Schottland                                                      | \| 23. Juli 2017, 18 Uhr in Rotterdam (Sparta Stadion Het Kasteel) \| \| Zuschauer: 3.123 \| \| Schiedsrichterin: Katalin Kulcsár ( Ungarn) \| \| Spielbericht \|                                                                                                  | \| 23. Juli 2017, 18 Uhr in Rotterdam (Sparta Stadion Het Kasteel) \| \| Zuschauer: 3.123 \| \| Schiedsrichterin: Katalin Kulcsár ( Ungarn) \| \| Spielbericht \|                                                                                 | Portugal | Aufstellung Schottland gegen Portugal |
| Schottland                                                      | Gemma Fay – Rachel McLauchlan (82. Joanne Love), Ifeoma Dieke, Vaila Barsley, Kirsty Smith – Rachel Corsie – Lisa Evans, Leanne Crichton, Caroline Weir, Fiona Brown (67. Hayley Lauder) – Lana Clelland (54. Erin Cuthbert) Cheftrainer: Anna Signeul ( Schweden) | Patrícia Morais – Ana Borges, Sílvia Rebelo, Carole Costa, Dolores Silva – Tatiana Pinto – Amanda Da Costa (76. Suzane Pires), Cláudia Neto , Vanessa Marques – Carolina Mendes (70. Ana Leite), Diana Silva (90.+2′) Cheftrainer: Francisco Neto | Portugal | Aufstellung Schottland gegen Portugal |
| Schottland                                                      | 1:1 Erin Cuthbert (68.) | 0:1 Carolina Mendes (27.) 1:2 Ana Leite (72.) | Portugal | Aufstellung Schottland gegen Portugal |
| Schottland                                                      | Corsie (75.) | Costa (2.), Diana Silva (47.), Rebelo (76.), Morais (86.), Neto (89.) | Portugal | Aufstellung Schottland gegen Portugal |
| Schottland                                                      | Spieler des Spiels: Dolores Silva (Portugal) | | Portugal | Aufstellung Schottland gegen Portugal |
| 23. Juli 2017, 18 Uhr in Rotterdam (Sparta Stadion Het Kasteel) | | |          |                                       |
| Zuschauer: 3.123                                                | | |          |                                       |
| Schiedsrichterin: Katalin Kulcsár ( Ungarn)                     | | |          |                                       |
| Spielbericht                                                    | | |          |                                       |

## England – Spanien 2:0 (1:0)
| England                                                 | England | Spanien | Spanien | Aufstellung                       |
| ------------------------------------------------------- | --- | --- | ------- | --------------------------------- |
| England                                                 | \| 23. Juli 2017, 20:45 Uhr in Breda (Rat-Verlegh-Stadion) \| \| Zuschauer: 4.879 \| \| Schiedsrichterin: Carina Vitulano ( Italien) \| \| Spielbericht \| | \| 23. Juli 2017, 20:45 Uhr in Breda (Rat-Verlegh-Stadion) \| \| Zuschauer: 4.879 \| \| Schiedsrichterin: Carina Vitulano ( Italien) \| \| Spielbericht \| | Spanien | Aufstellung England gegen Spanien |
| England                                                 | Karen Bardsley – Lucy Bronze, Steph Houghton , Millie Bright, Demi Stokes – Jade Moore, Jill Scott – Jordan Nobbs, Fran Kirby (69. Isobel Christiansen), Ellen White (79. Toni Duggan) – Jodie Taylor (89. Josanne Potter) Cheftrainer: Mark Sampson ( Wales) | Sandra Paños – Marta Torrejón , Andrea Pereira, Irene Paredes – Marta Corredera, Vicky Losada (73. Olga García), Silvia Meseguer, Alexia Putellas, Leila Ouahabi (89. Bárbara Latorre) – Jennifer Hermoso, Amanda Sampedro (89. Virginia Torrecilla) Cheftrainer: Jorge Vilda | Spanien | Aufstellung England gegen Spanien |
| England                                                 | 1:0 Fran Kirby (2.) 2:0 Jodie Taylor (85.) | | Spanien | Aufstellung England gegen Spanien |
| England                                                 | Paredes (31.), Pereira (69.) | | Spanien | Aufstellung England gegen Spanien |
| England                                                 | Spieler des Spiels: Lucy Bronze (England) | | Spanien | Aufstellung England gegen Spanien |
| 23. Juli 2017, 20:45 Uhr in Breda (Rat-Verlegh-Stadion) | | |         |                                   |
| Zuschauer: 4.879                                        | | |         |                                   |
| Schiedsrichterin: Carina Vitulano ( Italien)            | | |         |                                   |
| Spielbericht                                            | | |         |                                   |

## Portugal – England 1:2 (1:1)
| Portugal                                                        | Portugal | England | England | Aufstellung                        |
| --------------------------------------------------------------- | --- | --- | ------- | ---------------------------------- |
| Portugal                                                        | \| 27. Juli 2017, 20:45 Uhr in Tilburg (König-Wilhelm-II.-Stadion) \| \| Zuschauer: 3.335 \| \| Schiedsrichterin: Kateryna Monsul ( Ukraine) \| \| Spielbericht \|                                                                                       | \| 27. Juli 2017, 20:45 Uhr in Tilburg (König-Wilhelm-II.-Stadion) \| \| Zuschauer: 3.335 \| \| Schiedsrichterin: Kateryna Monsul ( Ukraine) \| \| Spielbericht \|                                                                                       | England | Aufstellung Portugal gegen England |
| Portugal                                                        | Patrícia Morais – Ana Borges, Sílvia Rebelo, Carole Costa, Dolores Silva – Mélissa Antunes, Tatiana Pinto, Suzane Pires (79. Amanda Da Costa) – Carolina Mendes (64. Ana Leite), Cláudia Neto , Diana Silva (87. Laura Luis) Cheftrainer: Francisco Neto | Siobhan Chamberlain – Alex Scott, Laura Bassett , Millie Bright (60. Jordan Nobbs), Alex Greenwood – Fara Williams, Josanne Potter – Karen Carney, Toni Duggan (81. Demi Stokes), Isobel Christiansen – Nikita Parris Cheftrainer: Mark Sampson ( Wales) | England | Aufstellung Portugal gegen England |
| Portugal                                                        | 1:1 Carolina Mendes (17.) | 0:1 Toni Duggan (7.) 1:2 Nikita Parris (48.) | England | Aufstellung Portugal gegen England |
| Portugal                                                        | Williams (5.), Christiansen (27.) | | England | Aufstellung Portugal gegen England |
| Portugal                                                        | Spieler des Spiels: Toni Duggan (England) | | England | Aufstellung Portugal gegen England |
| 27. Juli 2017, 20:45 Uhr in Tilburg (König-Wilhelm-II.-Stadion) | | |         |                                    |
| Zuschauer: 3.335                                                | | |         |                                    |
| Schiedsrichterin: Kateryna Monsul ( Ukraine)                    | | |         |                                    |
| Spielbericht                                                    | | |         |                                    |

## Schottland – Spanien 1:0 (1:0)
| Schottland                                                      | Schottland | Spanien | Spanien | Aufstellung                          |
| --------------------------------------------------------------- | --- | --- | ------- | ------------------------------------ |
| Schottland                                                      | \| 27. Juli 2017, 20:45 Uhr in Deventer (Stadion De Adelaarshorst) \| \| Zuschauer: 4.840 \| \| Schiedsrichterin: Jana Adámková ( Tschechien) \| \| Spielbericht \|                                                                      | \| 27. Juli 2017, 20:45 Uhr in Deventer (Stadion De Adelaarshorst) \| \| Zuschauer: 4.840 \| \| Schiedsrichterin: Jana Adámková ( Tschechien) \| \| Spielbericht \| | Spanien | Aufstellung Schottland gegen Spanien |
| Schottland                                                      | Gemma Fay – Frankie Brown, Ifeoma Dieke, Rachel Corsie, Chloe Arthur – Leanne Crichton – Lisa Evans, Joanne Love (73. Fiona Brown), Caroline Weir, Erin Cuthbert – Leanne Ross (46. Lana Clelland) Cheftrainer: Anna Signeul ( Schweden) | Sandra Paños – Marta Torrejón, Andrea Pereira, Irene Paredes, Leila Ouahabi (56. Marta Corredera) – Amanda Sampedro, Silvia Meseguer, Vicky Losada – Mariona Caldentey (79. Bárbara Latorre), Jennifer Hermoso (46. Mari Paz Vilas), Alexia Putellas Cheftrainer: Jorge Vilda | Spanien | Aufstellung Schottland gegen Spanien |
| Schottland                                                      | 1:0 Caroline Weir (42.) | | Spanien | Aufstellung Schottland gegen Spanien |
| Schottland                                                      | Fay (40.), Frankie Brown (44.) | Ouahabi (54.) | Spanien | Aufstellung Schottland gegen Spanien |
| Schottland                                                      | Spieler des Spiels: Caroline Weir (Schottland) | | Spanien | Aufstellung Schottland gegen Spanien |
| 27. Juli 2017, 20:45 Uhr in Deventer (Stadion De Adelaarshorst) | | |         |                                      |
| Zuschauer: 4.840                                                | | |         |                                      |
| Schiedsrichterin: Jana Adámková ( Tschechien)                   | | |         |                                      |
| Spielbericht                                                    | | |         |                                      |